# Skalmierzanki

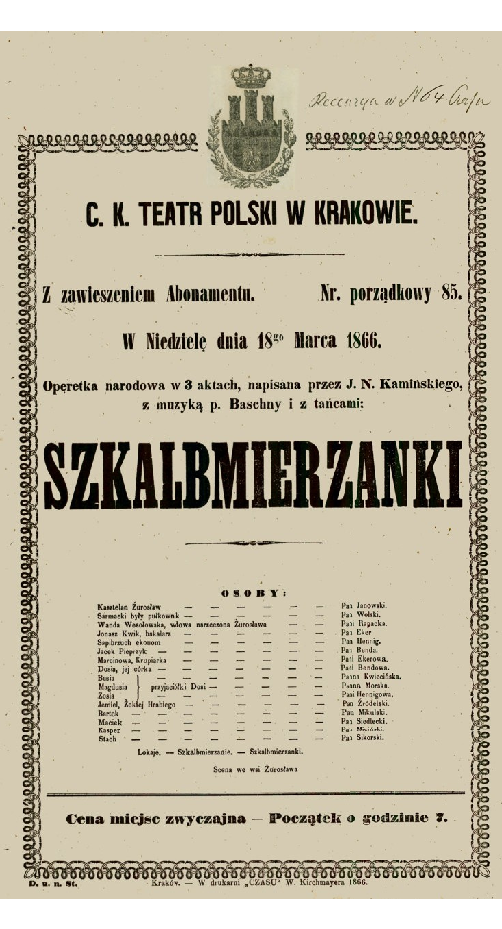
Afisz spektaklu z 1866 roku

Skalmierzanki – trzyaktowa komedioopera (wodewil) Jana Nepomucena Kamińskiego. Prapremiera odbyła się we Lwowie w 1828.  

## Treść
Akcja rozgrywa się we wsi Skalmierz pod Krakowem. Zadufany w sobie kasztelanic Żurosław wydaje rozkaz, aby przedstawić mu sześć najpiękniejszych i najniewinniejszych panien ze Skalmierza, aby mógł sobie spośród nich wybrać żonę. Chytry szlachetka Sapibrzuch wykorzystuje tę sytuację, aby podsunąć kasztelanicowi Dosię - córkę bogatej chłopki, którą planuje poślubić. Tym sposobem chce zarazem pozbyć się z domu przyszłej pasierbicy i samemu awansować społecznie, przez powinowactwo z kasztelanicem. Tymczasem nadchodzi konkurent do ręki Dosi - Sowizdrzał-Pieprzyk, który chce wystąpić w obronie dziewcząt ze Skalmierza. Dosię jednak korci życie jaśniepani, która nic nie musi robić, więc odtrąca Sowizdrzała-Pieprzyka.